# Na wzgórzach Mandżurii
Na wzgórzach Mandżurii (tytuł oryginalny На сопках Маньчжурии, Na sopkach Mandżurii) – nastrojowy walc rosyjski, skomponowany w latach 1906–1907 przez rosyjskiego dyrygenta i kompozytora Ilię Szatrowa do tekstu Stiepana Pietrowa.

## Struktura utworu
Walc składa się jedynie z trzech głównych tematów przeplatanych w różnej kolejności. Pierwszy temat nie jest poprzedzony introdukcją; w zakończeniu utworu nie występuje też wyraźna koda.  W skład każdego z tematów wchodzi 16 taktów, a tym samym cały utwór posiada strukturę 16-taktową.  Kompozycja ma charakter głęboko sentymentalny. Odnosi się to zwłaszcza do głęboko nastrojowego i melancholijnego tematu pierwszego wykonywanego w trybie legato.  Kontrastuje z nim wyraźnie fanfarowy temat drugi. Temat trzeci, również nastrojowy wnosi uspokojenie. Utwór został pierwotnie skomponowany na orkiestrę dętą, obecnie wykonuje się go najczęściej w wersji symfonicznej. Grany jest też niekiedy solo.  

## Geneza utworu
Tekst utworu nawiązuje do  bitwy pod Mukdenem, rozegranej w okresie wojny rosyjsko-japońskiej.  W bitwie tej, odbywającej się na przełomie lutego i marca 1905 roku, obydwie strony poniosły ogromne straty (Rosjanie: 89 tys. spośród 330 tys. żołnierzy, Japończycy 71 tys. spośród 270 tys. żołnierzy). Bitwa rozegrała się na pofalowanym terenie w pobliżu miasta Mukden w Mandżurii (na wzgórzach Mandżurii).  Mimo ogromnego poświęcenia rosyjskich żołnierzy bitwa zakończyła się klęską Rosjan na skutek nieudolnego kierowania nią przez dowódcę wojsk rosyjskich, gen. Aleksego N. Kuropatkina. 
Kompozytor, kapelmistrz orkiestry wojskowej i uczestnik bitwy pod Mukdenem zadedykował swój utwór poległym towarzyszom broni. Tekst utworu napisał Stiepan Pietrow (pseudonim Skitalec) zaraz po bitwie, a być może nawet w czasie jej trwania. Autorem muzyki był Ilia Szatrow, kapelmistrz orkiestry 214 Mokszańskiego Pułku Piechoty, który brał udział w bitwie pod Mukdenem. Pierwotnie tytuł walca brzmiał Mokszański pułk na wzgórzach Mandżurii - później tytuł skrócono do obecnego brzmienia. Wersja druga, obecnie wykonywana, powstała w  Samarze w 1907 roku. Latem tego samego roku kompozytor, dyrygując orkiestrą wojskową, wykonał ten utwór na głównym skwerze miejskim.

## Rozpowszechnienie utworu
Wkrótce po opublikowaniu nutowego zapisu kompozycji walc Na wzgórzach Mandżurii stał się światowym przebojem i jednym z najsłynniejszych walców rosyjskich. Pierwszym wydawcą utworu był Oskar Knaub, nauczyciel i kompozytor, którego Szatarow poznał w 1906 w Samarze. W 1908 roku przeniósł się on do Moskwy gdzie założył własne wydawnictwo. Do 1911 roku wydał partyturę drukiem aż 82 razy. Pojawiły się również płyty z nagraniem utworu. Tylko w 1910 roku firma Zonofon sprzedała 15 tysięcy płyt. Wytwórnie płyt nie płaciły jednak tantiem autorowi muzyki. Gdy w 1910 roku Szatrow upomniał się o nie zasugerowano, że tak naprawdę autorem muzyki jest kapelmistrz kazańskiego pułku kawalerii S. Grigoriew. Szatrow wygrał z nim proces i złożył pozew przeciwko Syrena Rekord o wypłatę tantiem za wydane płyty z jego muzyką. W 1911 roku sąd w Moskwie nakazał firmie zapłatę tantiem w wysokości 15 kopiejek od każdej płyty. Niestety po 1917 roku, w ZSRR Szatrow nie tylko nie otrzymywał tantiem, ale również nie podawano, kto jest autorem utworu. 

## W kulturze
- W filmie Noce i dnie w scenach z festynu w Kalińcu  (Kaliszu). Była to pewnego rodzaju niekonsekwencja bo utwór powstał ostatecznie w 1907 a scena rozgrywa się nieco wcześniej. Z kolei w ostatnim odcinku serialu telewizyjnego Noce i dnie, i w końcowych scenach w wersji kinowej, m.in. w scenie prezentującej rosyjskich oficerów siedzących na tarasie kawiarni, można ten walc usłyszeć jako główny motyw muzyczny scen pokazujących koniec panowania Rosjan.

## Upamiętnienie
21 czerwca 2015 roku w Tambowie został odsłonięty pomnik Wasilija Agapkina i autora walca „Na wzgórzach Mandżurii” Ilji Szatrowa. Jest to kompozycja z granitu i brązu. Na pięciometrowym granitowym pylonie wyrzeźbiono partytury walca i marsza Pożegnanie Słowianki, a po bokach postacie obu kompozytorów. Odsłonięto go w ramach IV Międzynarodowego Festiwalu Orkiestr Dętych im. Wasilija Agapkina, a autorami są rzeźbiarz Aleksandr Mironow i Wadim Frołow.

## Ogólnorosyjski Festiwal Orkiestr Dętych
Na pamiątkę pierwszego wykonanie utworu w Samarze od 2013 roku jest organizowany Ogólnorosyjski Festiwal Orkiestr Dętych „Na Wzgórzach Mandżurii”.